# Ленски стълбове
Ленските стълбове (на руски: Ленские столбы) представляват геоложко образувание и едноименен природен парк в Якутия, Русия.
Разположени са по брега на река Лена в Хангалаския улус, на около 220 km от Якутск. Стълбовете са с височина от 150 до 300 метра и водят началото си в периода камбрий – преди около 550 млн. години. Формирането им като форми на релефа, обаче, се е случило по-късно – преди около 400 хил. години. Резултат са от естествена ерозия. Съставени са от редуващи се слоеве варовици, доломити и шисти. През 2012 г. са включени в списъка на световното културно и природно наследство на ЮНЕСКО.

## Природен парк
Природният парк „Ленски стълбове“ е създаден с указ на президента на Якутия на 16 август 1994 г. В границите му влизат два филиала – „Стълбове“ и „Сински“. Има площ от 485 хил. хектара. Основната цел на парка е развитието на екотуризма. Освен Ленските стълбове на територията на парка са разположени пясъчни масиви (тукулани), каменни оръдия на труда от неолита, уникални екосистеми на вечната замръзналост, останки от мамути, бизони и вълнести носорози. На територията на парка могат да се открият 464 вида растения, от които 21 са застрашени от изчезване. Фауната включва 42 вида бозайници, 102 вида птици и 21 вида риби. Тук също така, освен Лена, текат реките Синя и Буотама. Езерата са представени от Борулах, Начабил-Кюйолере и Муора. Климатът тук е характерният за Сибир – с дълга зима, кратко лято и големи температурни амплитуди. По-голямата част от парка (80%%) е заета от тайга. До парка може да се стигне с корабче или лодка от Якутск по река Лена.